# Keystone Foods
Pour les articles homonymes, voir Keystone (homonymie).
Keystone Foods est une entreprise agroalimentaire américaine, spécialisée dans la fabrication de produits industriels destinés à la livraison de points de vente de type restauration rapide.

## Historique
En 2010, Keystone Foods fut racheté par l'entreprise brésilienne Marfrig Alimentos (Marfrig Group). Début 2012, les activités distribution et de logistique de Keystone furent cédées à Martin-Brower, une filiale de Reyes Holdings.

## Organisation
L'entreprise est présente aux États-Unis, en Europe (France, Irlande, Pays-Bas, Royaume-Uni), en Asie et en Australie.
Aux Pays-Bas elle est présente via la marque Albert Van Zoonen (produits surgelés à base de légumes et fromage) à Schagen ; au Royaume-Uni via la marque Kitchen Range à Huntingdon et Peterborough (fromages et légumes panés, desserts) ; et en Irlande vi la marque Walsh qui produit une multitude de produits à base de viande et de légumes.
En France, Keystone possède McKey, une usine de transformation de viande de bœuf située à Orléans et deux usines de transformation de volaille situées à Henin-Beaumont et Marquise, opérant sous la marque Moy Park. Keystone Foods est en France un des principaux fournisseurs de McDonald's. C'était également l'un de ses principaux livreurs, jusqu'à la cession de la partie livraison LR Services à Martin-Brower en 2012.